# Pterolophia fuscosericea
Pterolophia fuscosericea là một loài bọ cánh cứng trong họ Cerambycidae.